# Köpenick
Köpenick (pronunciación en alemán: /ˈkøːpənɪk/ⓘ) es un pueblo histórico y localidad ubicada en la confluencia de los ríos Dahme y Spree al sureste de la capital alemana de Berlín. Anteriormente, era conocido como Copanic y, luego, como Cöpenick; recién en 1931 adoptó la ortografía actual. Antes de su incorporación a Berlín, Köpenick era una ciudad independiente y, en 1920, se convirtió en un distrito de Berlín con un área de 128 km², convirtiéndose en el distrito más amplio de Berlín. En una reforma administrativa de 2001, Köpenick fue fusionada con Treptow para crear el distrito de Treptow-Köpenick.

## Castillo de Köpenick

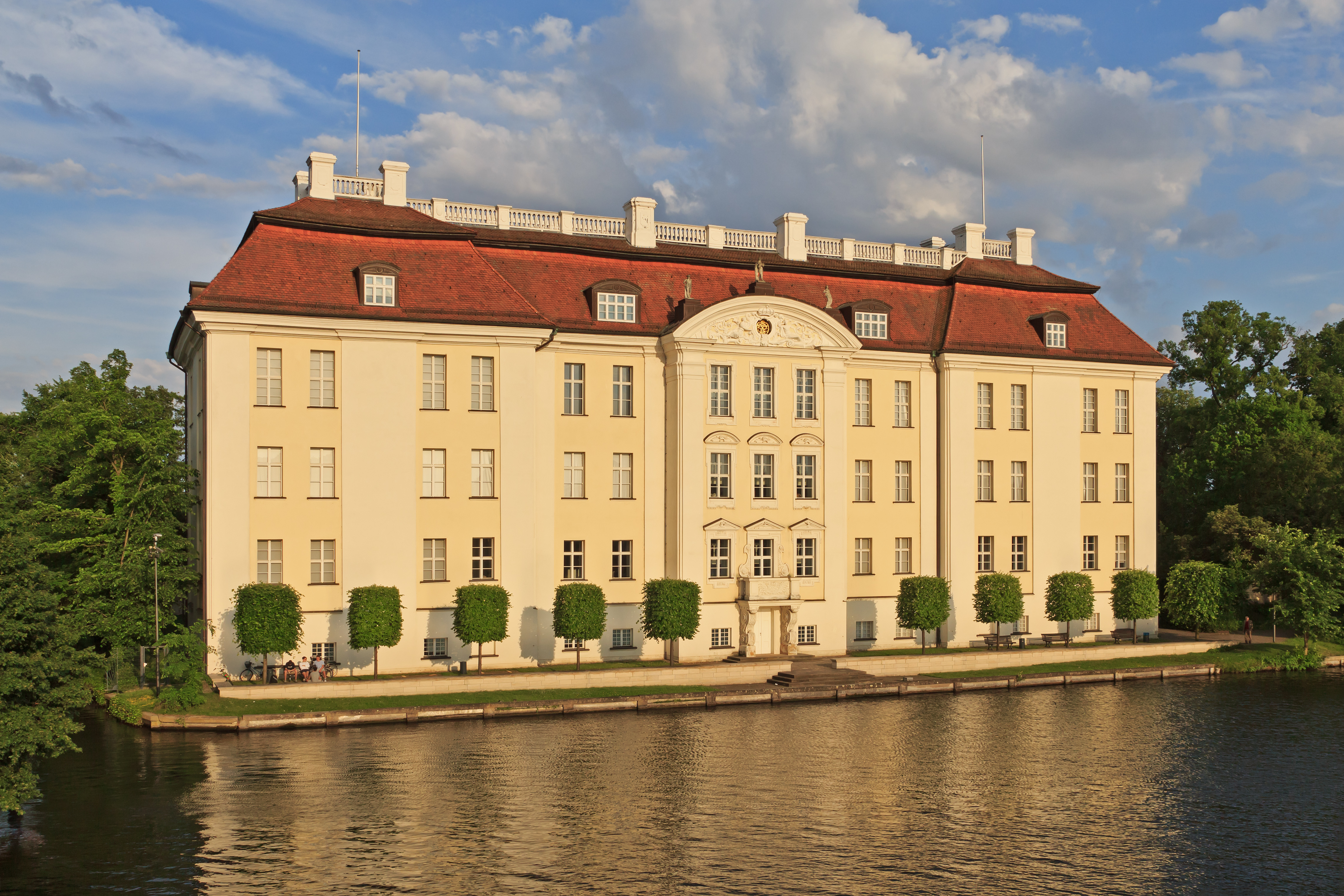
Palacio de Köpenick.

El castillo de Köpenick fue construido originalmente en 1558 como un pabellón de caza por orden de elector Joaquín II Héctor de Brandeburgo. El edificio en estilo renacentista estaba ubicado en la isla en medio del río en el lugar de una antigua fortaleza medieval. Joaquín II falleció allí en 1571.
En 1631, funcionó como la base de operaciones del rey Gustavo II Adolfo de Suecia, desde donde solicitó sin éxito la ayuda de su cuñado, el elector Jorge Guillermo I de Brandeburgo, en la Guerra de los Treinta Años.
Federico I de Prusia hizo remodelar y ampliar el pabellón de caza y desde 1677 lo habitó junto con su primera esposa, Isabel Enriqueta de Hesse-Kassel. En este mismo lugar, en 1730, Federico II el Grande, entonces príncipe heredero, y su amigo Hans Hermann von Katte enfrentaron una corte marcial bajo cargos de deserción. Actualmente, el castillo está rodeado por un pequeño parque que sirve como un museo de arte decorativo.

## Medios de transporte
Tanto el río Dahme como el Spree son navegables. El Spree conecta a Köpenick con el río Havel y, de ahí, con los sistemas fluviales del oeste y centro de Alemania. El río Dahme vincula el canal Óder-Spree en la cercana Schmöckwitz, proveyendo una conexión navegable a Eisenhüttenstadt, el Óder y Polonia.
Köpenick es servido por las estaciones de Köpenick, Wuhlheide y Hirschgarten en la línea S3 y por el terminal de Spindlersfeld de la línea S47 del sistema de transporte urbano de Berlín. Köpenick también es un nodo en el sistema de tranvías de Berlín con las rutas 27, 60, 61, 62, 63, 67 y 68 pasando a través de la localidad.

## Demografía
El crecimiento de la población de Köpenick (considerada como ciudad hasta 1919 y como localidad desde 1920) fue el siguiente:
| Año  | Habitantes |
| ---- | ---------- |
| 1871 | 5267       |
| 1880 | 8924       |
| 1890 | 14 619     |
| 1900 | 20 925     |
| 1910 | 30 879     |
| 1919 | 32 586     |
| 1939 | 54 744     |
| 1950 | 51 771     |
| 1963 | 52 359     |
| 2007 | 59 112     |

## Deporte
El Estadio An der Alten Försterei es sede del equipo de fútbol 1. FC Union Berlin que juega en la Bundesliga de Alemania.

## LaKöpenickiade
En 1906, el ayuntamiento de la ciudad fue escenario de un asalto, donde un supuesto capitán (el Hauptmann von Köpenick), con ayuda de una tropa de soldados, capturó el tesoro de la ciudad.